# 森山卓郎
森山 卓郎（もりやま たくろう、1960年3月 - ）は、日本の日本語学者、早稲田大学教授、京都教育大学名誉教授。
京都生まれ。1982年京都教育大学卒、1985年大阪大学大学院文学研究科博士課程修了、大阪大学助手、1987年「日本語動詞述語文の表現類型に関する研究」で学術博士、1988年同大学講師、1990年京都教育大学助教授、2004年同教授、2008年より附属幼稚園長を兼任、2012年より早稲田大学文学学術院教授、京都教育大学名誉教授。

## 著書
- 『日本語動詞述語文の研究』明治書院 1988
- 『ここからはじまる日本語文法』ひつじ書房 2000
- 『表現を味わうための日本語文法 もっと知りたい!日本語』岩波書店 2002
- 『コミュニケーション力をみがく 日本語表現の戦略』日本放送出版協会〈NHKブックス〉 2003
- 『コミュニケーションの日本語』岩波書店〈岩波ジュニア新書〉 2004
- 『「言葉」から考える読解力 理論&かんたんワーク』明治図書出版 2007
- 『日本語の〈書き〉方』岩波書店〈岩波ジュニア新書〉 2013

### 共編著
- 『日本語文法セルフ・マスターシリーズ 6 文の述べ方』安達太郎共著 くろしお出版 1996
- 『日本語の文法 モダリティ』仁田義雄,工藤浩共著 岩波書店 2000
- 『日本語文法の新地平』全3巻　益岡隆志,野田尚史共編 くろしお出版 2006
- 『音読・朗読入門 日本語をもっと味わうための基礎知識』杉藤美代子共著 岩波書店 2007
- 『基礎・基本から活用力まで新国語力ワーク』編著 明治図書出版〈1人1人の力を伸ばす教材〉 2009
- 『国語からはじめる外国語活動』編著 慶應義塾大学出版会 2009
- 『国語教育の新常識 これだけは教えたい国語力』達富洋二共編著 明治図書出版 2010
- 『国語授業の新常識「読むこと」 授業モデル&ワークシート』樺山敏郎,水戸部修治,達富洋二共編著 明治図書出版 2011
- 『教師コミュニケーション力 場面別・伝え合いの極意』編著 明治図書出版 2012
- 『日本語・国語の話題ネタ 実は知りたかった日本語のあれこれ』編 ひつじ書房 2012
- 『明解日本語学辞典』渋谷勝己共編著 三省堂 2020

### 監修
- 『ことばの不思議ベスト20』監修 光村教育図書 〈光村の国語 調べて、まとめて、コミュニケーション〉 2004
- 『写真で読み解く類義語大辞典』監修 あかね書房 2013
- 『写真で読み解くカタカナ語大辞典』監修 あかね書房 2014
- 『旺文社標準国語辞典 第八版』監修 旺文社 2020

## 論文
- Cinii